# St. Vincent's University Hospital
Le St. Vincent's University Hospital (en français Hôpital universitaire Saint-Vincent ; en irlandais : Ospidéal Ollscoile Naomh Uinseann) est un hôpital universitaire situé à Elm Park, au sud de la ville de Dublin, en Irlande. Il se trouve à la jonction de Merrion Road et Nutley Lane en face du Merrion Center et à côté du Elm Park Golf Club. Il est géré par l'Ireland East Hospital Group.

## Histoire

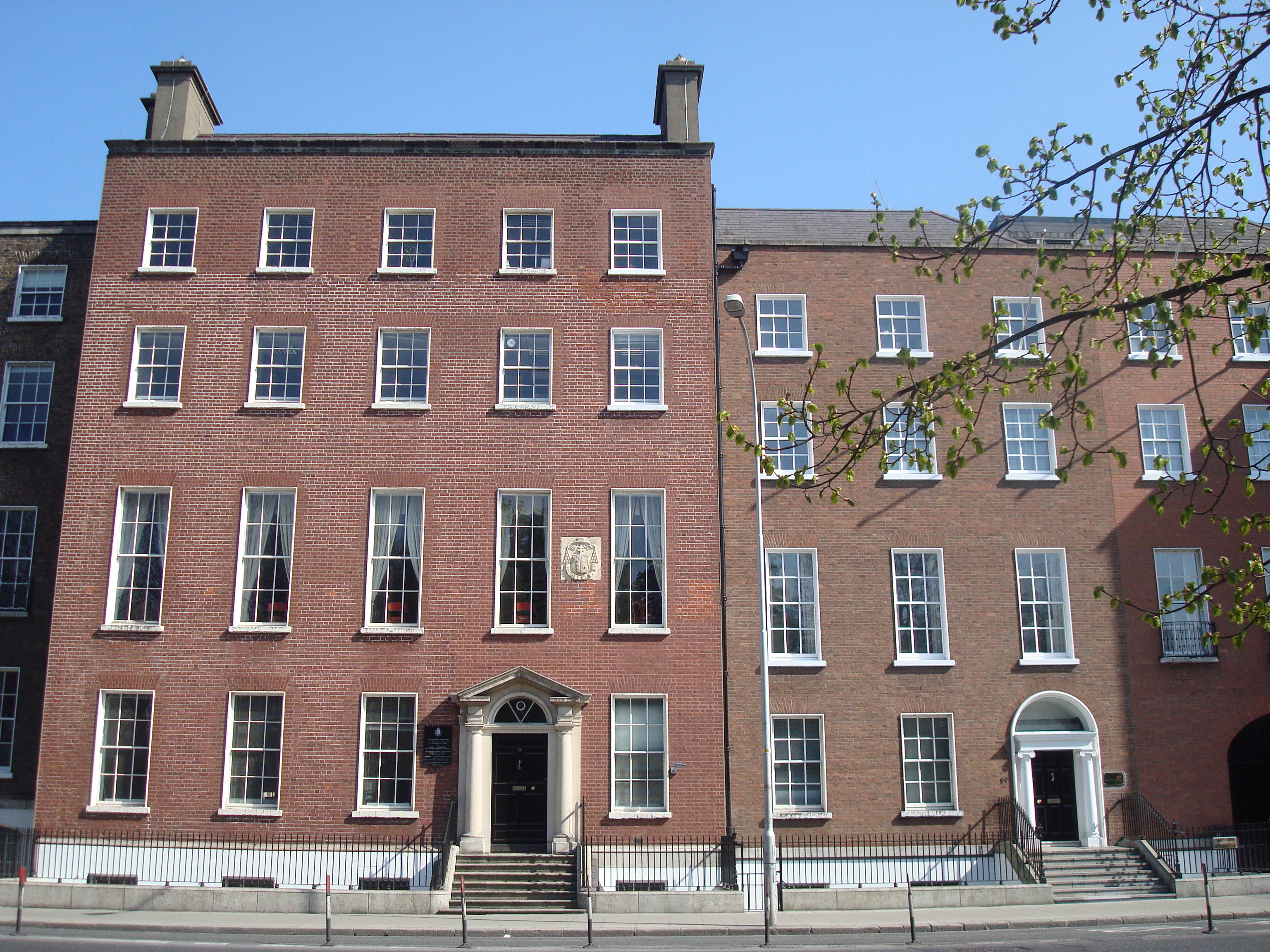
L'ancien hôpital St Vincent à St Stephen's Green fondé en 1834

L'hôpital a été créé par Mary Aikenhead, fondatrice de l'ordre catholique des Sœurs de la charité d'Irlande, dans l'ancienne maison du comté de Meath au 56 St Stephen's Green, à Dublin, en 1834. L'hôpital était ouvert à tous ceux qui pouvaient se permettre ses services, quelle que soit leur confession religieuse. Elle a été légalement enregistrée en tant que société le 28 mars 1927. Il a ensuite été déplacé vers son site actuel à Elm Park en 1970, et, en 1999, a été rebaptisé St. Vincent's University Hospital, pour souligner sa position en tant que principal hôpital d'enseignement de l'University College Dublin. Avec l'hôpital Saint-Michel et l'hôpital privé Saint-Vincent, il fait partie du groupe de soins de santé Saint-Vincent (SVHG).
La première greffe de rein en Irlande a eu lieu au sein de cet établissement le 19 décembre 1963,,.
En mai 2013, il a été annoncé que le nouvel hôpital national de maternité de Dublin déménagerait sur le site de l'hôpital universitaire Saint-Vincent et que les Sœurs de la Charité auraient la responsabilité de posséder et de gérer le nouvel hôpital. Le 29 mai 2017, en réponse à des semaines de pression et d'inquiétude du public, les Sœurs ont annoncé qu'elles mettaient fin à leur rôle dans le St Vincent's Healthcare Group et ne seraient pas impliquées dans la propriété ou la gestion du nouvel hôpital; les deux sœurs du conseil ont démissionné. Cela a été décrit comme « un tournant majeur dans l'histoire de l'implication religieuse dans les soins de santé irlandais ».
Le 8 mai 2020, il a été annoncé que les sœurs religieuses de la Charité transféreraient la propriété du St Vincent's Healthcare Group à l'État. Ils ont confirmé avoir reçu l'autorisation du Saint-Siège de transférer la propriété, d'une valeur d'environ 200 millions d'euros. Le site du St Vincent's Healthcare Group pourrait alors être transféré de l'ordre religieux à un nouveau groupe caritatif indépendant appelé St Vincent's Holdings CLG.

## Prestations de service

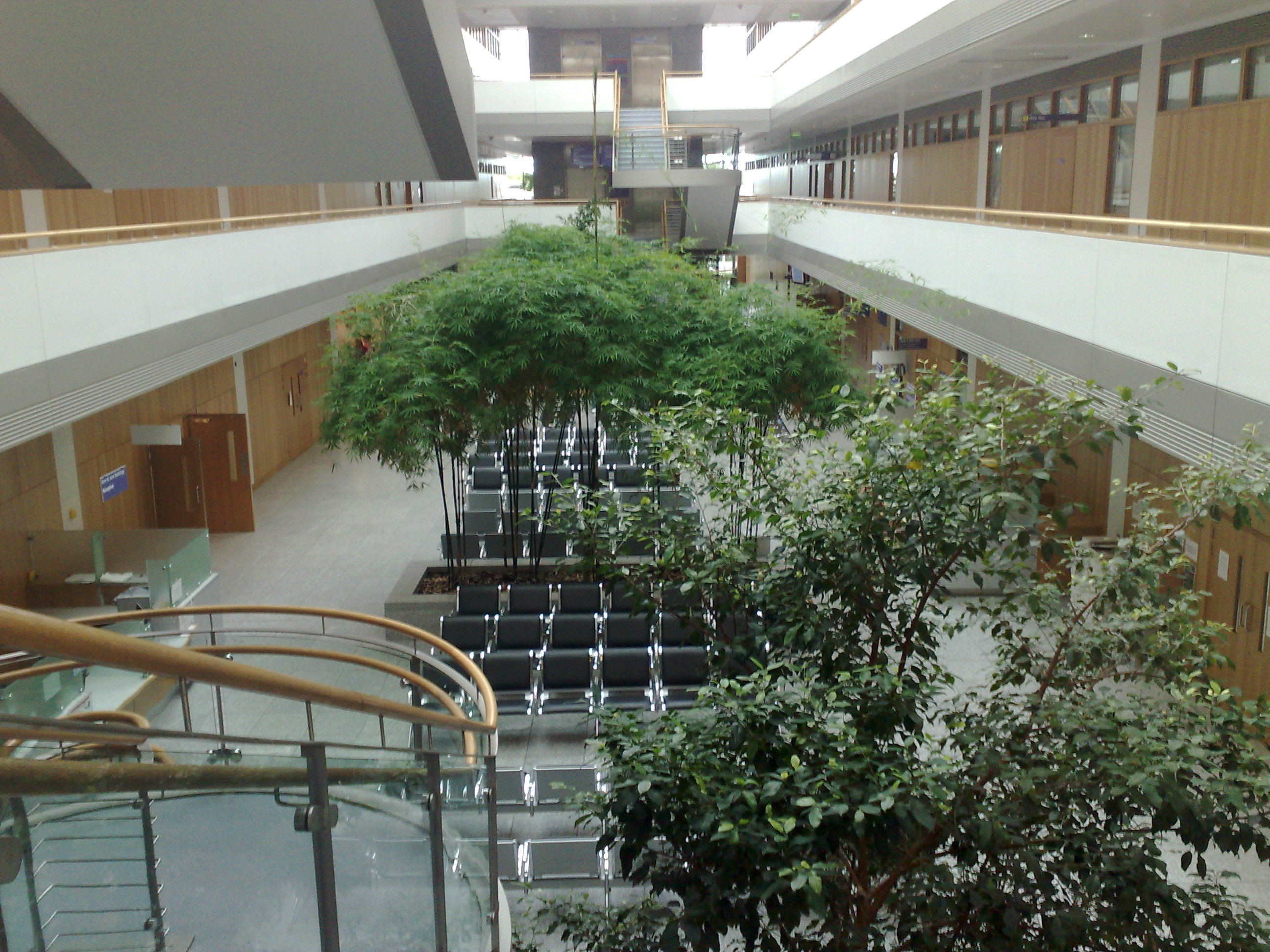
Atrium du service ambulatoire

L'hôpital sert de centre régional pour la médecine d'urgence et les soins médicaux au niveau des patients hospitalisés et ambulatoires. De nombreux patients des hôpitaux régionaux et tertiaires sont envoyés à St Vincent pour des soins spécialisés, et il s'agit aussi du centre national de référence pour la transplantation hépatique et la mucoviscidose chez l'adulte. Lié étroitement à l'université, il sert de terrain de formation pour les médecins, les infirmières, les radiographes et les physiothérapeutes, ainsi qu'aux enseignants des cours de premier cycle de l'UCD.